# 南十字座BH
南十字座BH，又名BD+37 2426，HD 118216、SAO 63623、HR 5110，是南十字座的一颗恒星，视星等为4.98，位于銀經83.33，銀緯76.41，其B1900.0坐标为赤經13h 30m 19.9s，赤緯+37° 76.41′ 41″。